# Carl Aron Jönsson
Carl Aron Jönsson (i riksdagen kallad Jönsson i Torsholm), född 27 augusti 1831 i Morups församling, Hallands län, död 7 maj 1899 i Vinbergs församling, Hallands län, var en svensk hemmansägare och riksdagsman.
Jönsson var ledamot av riksdagens andra kammare 1870–1883, invald i Årstads och Faurås häraders valkrets i Hallands län. Han tillhörde Lantmannapartiet.